# Tzuyu
Chou Tzu-yu (Chinees: 周子瑜; Koreaans: 저우쯔위; Tainan, 14 juni 1999) is een Taiwanese zangeres en danseres bij de Zuid-Koreaanse meidengroep Twice. Ze is het jongste lid van de groep en heeft als derde een solodebuut gemaakt met haar mini-album abouTZU.

## Carrière
In 2012 werd Tzuyu ontdekt door talentscouts en ging ze in november van datzelfde jaar naar Zuid-Korea voor verdere training.
In 2015 nam ze deel aan de reality-tv series Sixteen, waar ze niet bij de oorspronkelijke zeven gekwalificeerde kandidaten zat, maar uiteindelijk via stemmen van de kijkers toch bij de negen winnende kandidaten terecht kwam. De negen winnaars vormden de meidengroep Twice.
In oktober 2015 debuteerde Twice met The Story Begins. De lead single van dit album, Like Ooh-Ahh, was het eerste K-pop liedje van een debuterende groep dat meer dan 100 miljoen keer bekeken was op Youtube.
In 2016 behaalde ze haar middelbareschooldiploma en in 2019 haar diploma hoger onderwijs aan de Hanlim Multi Art School.

### Vlagincident
In november 2015 verscheen Tzuyu met Twice op My Little Telivision, een Koreaanse variétévoorstelling, waar ze zichzelf voorstelde als Taiwanees en een vlag van Taiwan vasthield. De vlag van Zuid-Korea alsook die van Japan waren te zien, ter vertegenwoordiging van de nationaliteiten van de verschillende leden.
Huang An publiceerde dit verhaal op zijn Sina Weibo-account en beschuldigde Tzuyu ervan een Taiwanese onafhankelijkheidsactivist te zijn. Mensen van het vasteland (Volksrepubliek China) reageerden woedend op het verhaal. Ze beschuldigden Tzuyu ervan te "profiteren van haar publiek op het vasteland, en tegelijk pro-onafhankelijkheid te zijn". Hierna werd Twice verboden op de Chinese televisie en Huawei beëindigde de samenwerking.
Op 15 januari 2016, de dag voor de Taiwanese verkiezingen, verontschuldigde Park Jin-young, de oprichter van JYP Entertainment, zich aan de Chinese media via zijn Weibo-account. Ook publiceerde het agentschap een video waarin Tzuyu een verontschuldiging voorleest van een stuk papier.

### Reactie op de verontschuldiging
In Taiwan schoot de verontschuldiging in het verkeerde keelgat. Tzuyu kon op veel steun rekenen vanuit Taiwan. Ook alle drie de presidentskandidaten betoonden hun steun aan Tzuyu. Het zou kunnen dat het incident Tsai Ing-wen van de pro-onafhankelijkheidspartij DPP (Democratisch Progressieve Partij) net genoeg stemmen gaf, om te kunnen winnen.
Chinese staatsmedia publiceerden ook artikels, waarin vermeld werd dat het, volgens Chinees beleid, niet verboden is om met een Taiwanese vlag te pronken.

De Taiwanese zanger Huang An publiceerde op 15 januari, na de verontschuldiging, opnieuw een bericht op zijn Weibo-account:
Chou Tzu-yu heeft zich eindelijk verontschuldigd. De dag waarvoor we zolang wachtten, is eindelijk aangebroken. We hebben nogmaals het oprechte respect van een kind gewonnen voor haar moederland (red. Volksrepubliek China). Mensen van dit moederland hebben nogmaals groot succes gevonden in de strijd tegen de Taiwanese onafhankelijkheid.
Niet lang daarna heeft Huang An zijn geschiedenis op zijn Weibo-account gewist. Hij kon ook op veel negatieve reacties uit Taiwan rekenen.
Evenzeer zou de populariteit van Tzuyu en Twice hierna toenemen, zowel binnen als buiten Taiwan. Veel activiteiten die door Twice in China waren gepland werden allemaal geannuleerd. Ook noemt Tzuyu nooit meer het woord "Taiwan" op televisieshows.

## Trivia
- In 2016 stond Tzuyu op de derde plaats van meest favoriete K-pop-idolen in Zuid-Korea volgens een enquête van Gallup Korea.[18]
- In 2018 stond ze op de tweede plaats van "The 100 Most Beautiful Faces in the World" volgens TC Candler.[19]